# Himertosoma rufipes
Himertosoma rufipes är en stekelart som först beskrevs av Cameron 1905.  Himertosoma rufipes ingår i släktet Himertosoma och familjen brokparasitsteklar. Inga underarter finns listade i Catalogue of Life.